# Still Life (serie televisiva)
Still Life è una serie televisiva americana mai trasmessa negli Stati Uniti e promossa nel 2003 dal canale televisivo Fox. Prodotta dalla 20th Century Fox Television, è stata filmata interamente a Vancouver, nei Film Studios.